# 나라양간지

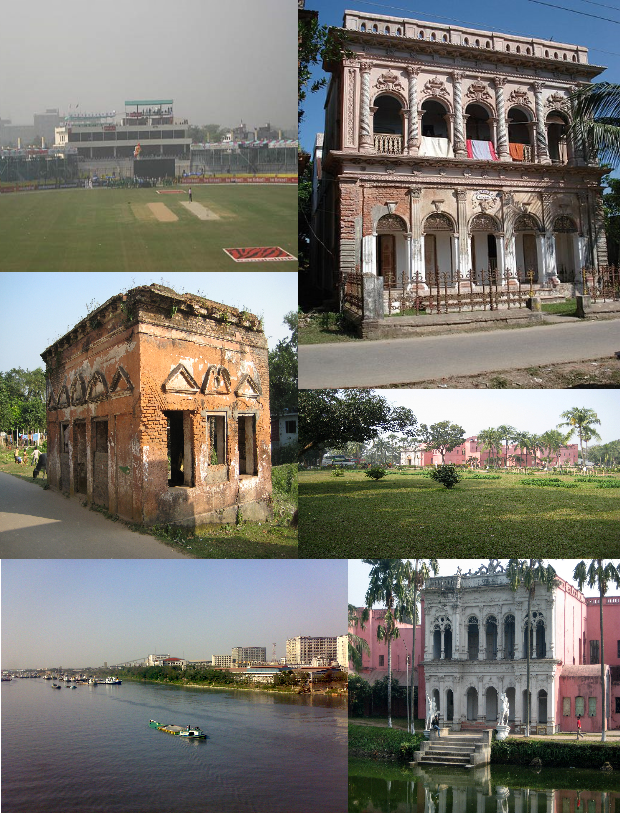
나라양간지

나라양간지(벵골어: নারায়ণগঞ্জ)는 방글라데시 중부에 위치한 다카주의 도시로 면적은 33.57km2, 높이는 3m, 인구는 1,572,386명(2012년 기준)이다. 광역인구는 약 2,200,000명이다. 방글라데시의 수도인 다카와 가까운 편이며 방글라데시에서 가장 오래된 항구 중 하나이다.
황마 무역의 비중이 높은 편이며 시내에는 황마 가공 공장이 들어서 있다. 방글라데시의 섬유 산업의 중심지로 여겨진다. 세계에서 최초로 황마 산업이 발전했던 스코틀랜드의 던디를 따서 "방글라데시의 던디"라는 애칭으로 부르기도 한다.